# 范云霞
范云霞（2002年12月7日—），江苏淮安人，中国女子曲棍球运动员。她曾代表中国国家队参加2024年夏季奥林匹克运动会女子曲棍球比赛，获得一枚银牌。她也曾参加2018年夏季青年奥林匹克运动会。